# Studenternas hus Kåre

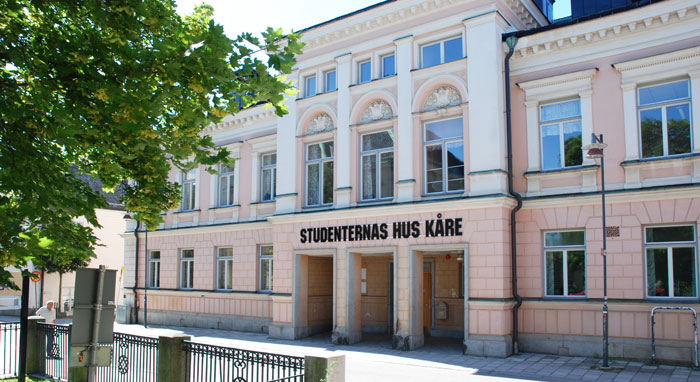
Studenternas hus Kåre.

Studenternas hus Kåre ligger i Falun på Åsgatan 37 och används bland annat av Dalarnas studentkår. Här bedriver studentkåren sin nöjesverksamhet och nyttjar lokalerna för fester, sittningar, spelkvällar och föreläsningar etc.

## Historia
Studenternas hus Kåre invigdes 14 februari 2007 då Falu studentkår flyttade in.